# I Never Said Goodbye
| Recensione | Giudizio |
| ---------- | -------- |
| AllMusic   | [ 1 ]    |

I Never Said Goodbye è il nono album di Sammy Hagar pubblicato nel 1987 per la Geffen Records. È l'unico lavoro solista da lui inciso durante la permanenza nei Van Halen.
L'album fu registrato in soli dieci giorni per risolvere il vecchio contratto che legava Hagar con la Geffen Records, e permettere al cantante di riprendere a lavorare con i Van Halen e la loro etichetta discografica, la Warner Bros. Records. Alle registrazioni dell'album contribuì anche Eddie van Halen, che per l'occasione suona il basso.

## Tracce
1. "When the Hammer Falls" - 4:08 -  (Sammy Hagar)
2. "Hands and Knees" - 4:48 -  (Sammy Hagar)
3. "Give to Live" - 4:21 -  (Sammy Hagar)
4. "Boys' Night Out" - 3:18 -  (Sammy Hagar)
5. "Returning Home" - 6:13 -  (Sammy Hagar)
6. "Standin' at the Same Old Crossroads" - 1:46 -  (Sammy Hagar)
7. "Privacy" - 5:32 -  (Sammy Hagar)
8. "Back into You" - 5:09 -  (Sammy Hagar, Jesse Harms)
9. "Eagles Fly" - 4:57 -  (Sammy Hagar)
10. "What They Gonna Say Now" - 5:06 -  (Sammy Hagar)

## Formazione
- Sammy Hagar - voce, chitarra
- Eddie Van Halen - basso
- David Lauser - batteria
- Omar Hakim - batteria
- Jesse Harms - tastiere